# Gale Page
Gale Page, född Sally Perkins Rutter den 23 juli 1913 i Spokane, Washington, död 8 januari 1983 i Santa Monica, Kalifornien, var en amerikansk skådespelare. Hon filmade intensivt 1938-1940 för att senare återkomma till filmen sporadiskt. Hon spelade i flera filmer mot Humphrey Bogart, men var också känd för de filmer hon gjorde med "The Lane Sisters".

## Filmografi
- 1938 – Crime School
- 1938 – Den mystiske doktor Clitterhouse
- 1938 – Nordlandets lag
- 1939 – Skål, professorn!
- 1938 – Fyra döttrar
- 1939 – Fyra fruar
- 1939 – Sensation på racerbanan
- 1939 – Den oväntade gästen
- 1939 – Förvildad ungdom
- 1940 – De färdas om natten
- 1940 – Knute Rockne All American
- 1948 – En dag av vårt liv
- 1949 – Bruden från hamnen
- 1954 – Det handlar om mrs. Leslie